# Quercus lyrata
Quercus lyrata es un roble en la familia de los  robles blancos perteneciente al grupo de los Quercus.   Está clasificada en la Sección Quercus, que son los robles blancos de Europa, Asia y América del Norte. Tienen los estilos cortos; las bellotas maduran en 6 meses y tienen un sabor dulce y ligeramente amargo, el interior de la bellota tiene pelo. Las hojas carecen de una mayoría de cerdas en sus lóbulos, que suelen ser redondeados. 

## Distribución
Es natural de los humedales de tierras bajas en el Sureste de los Estados Unidos, desde Delaware hasta el sur de Illinois y más al norte de la Florida y el sudeste de Texas.

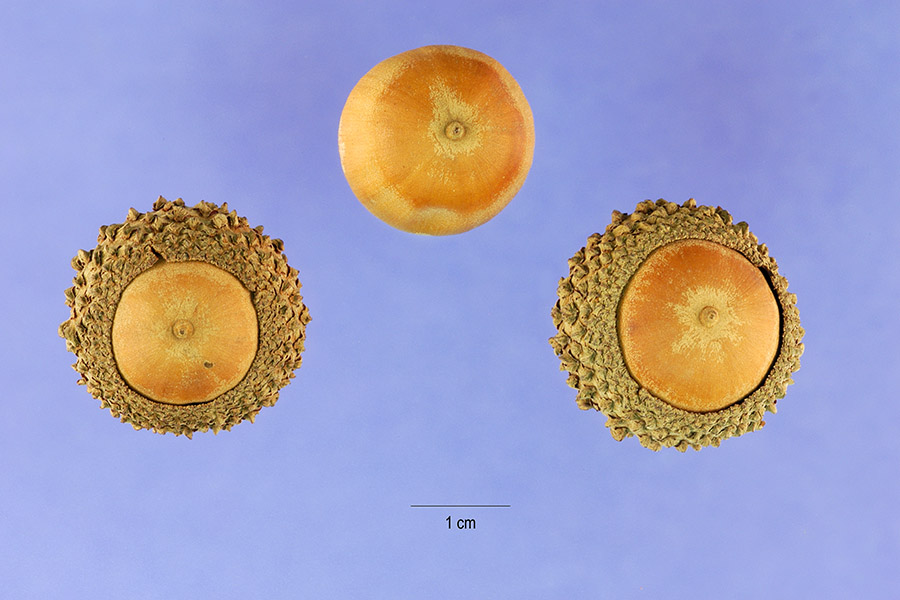
Bellota del Roble Overcup, mostrando la nuez cubierta por la enorme taza de protección.

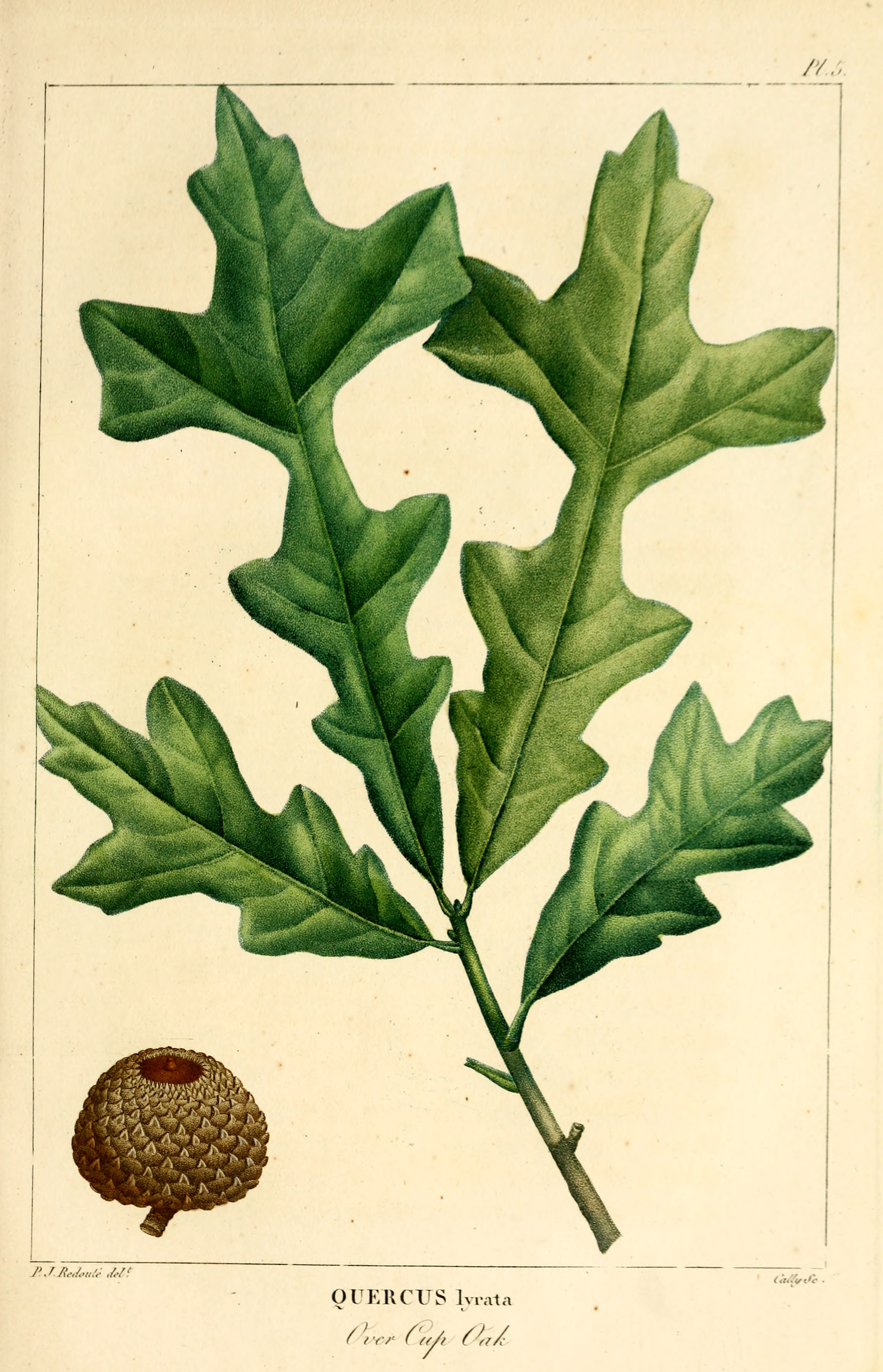
Ilustración

.

## Descripción
Se trata de un árbol caducifolio de tamaño medio que alcanza los 20 metros de altura, con un tronco de hasta 80 cm (raramente 140 cm) de diámetro. Las hojas tienen entre  10 y 16 cm de largo y entre 5 y 10 cm de ancho, profundamente lobuladas, a menudo de color lira (de ahí proviene el término  (lyrata), de color verde oscuro arriba y más pálido debajo, a menudo finamente peluda por debajo. Las flores son  amentos, producidos en la primavera y con una período de maduración de  6 a 7 meses. Las bellotas tienen entre 2.5 y 5 cm de largo y 2 a 4 cm de ancho, en gran parte delimitada por la cúpula (Copa de bellota).
El nombre común proviene de las bellotas que se adjunta en gran medida en la taza; el nombre científico ”lyrate” proviene de la forma de “lira” de las hojas. 
Su madera es valiosa, similar a la de otros robles blancos, y se utiliza para los mismos fines.

## Taxonomía
Quercus lyrata fue descrita por  Thomas Walter    y publicado en Flora Caroliniana, secundum . . . 235. 1788.
Etimología
Quercus: nombre genérico del latín que designaba igualmente al roble y a la encina.
lyrata: epíteto latín que significa "con forma de lira".
Sinonimia
- Scolodrys lyrata (Walter) Raf., Alsogr. Amer.: 29 (1838).
- Quercus bicolor var. lyrata (Walter) Dippel, Handb. Laubholzk. 2: 87 (1891).[3]